# Iglesia de San Miguel Arcángel (San Miguel de Bernuy)

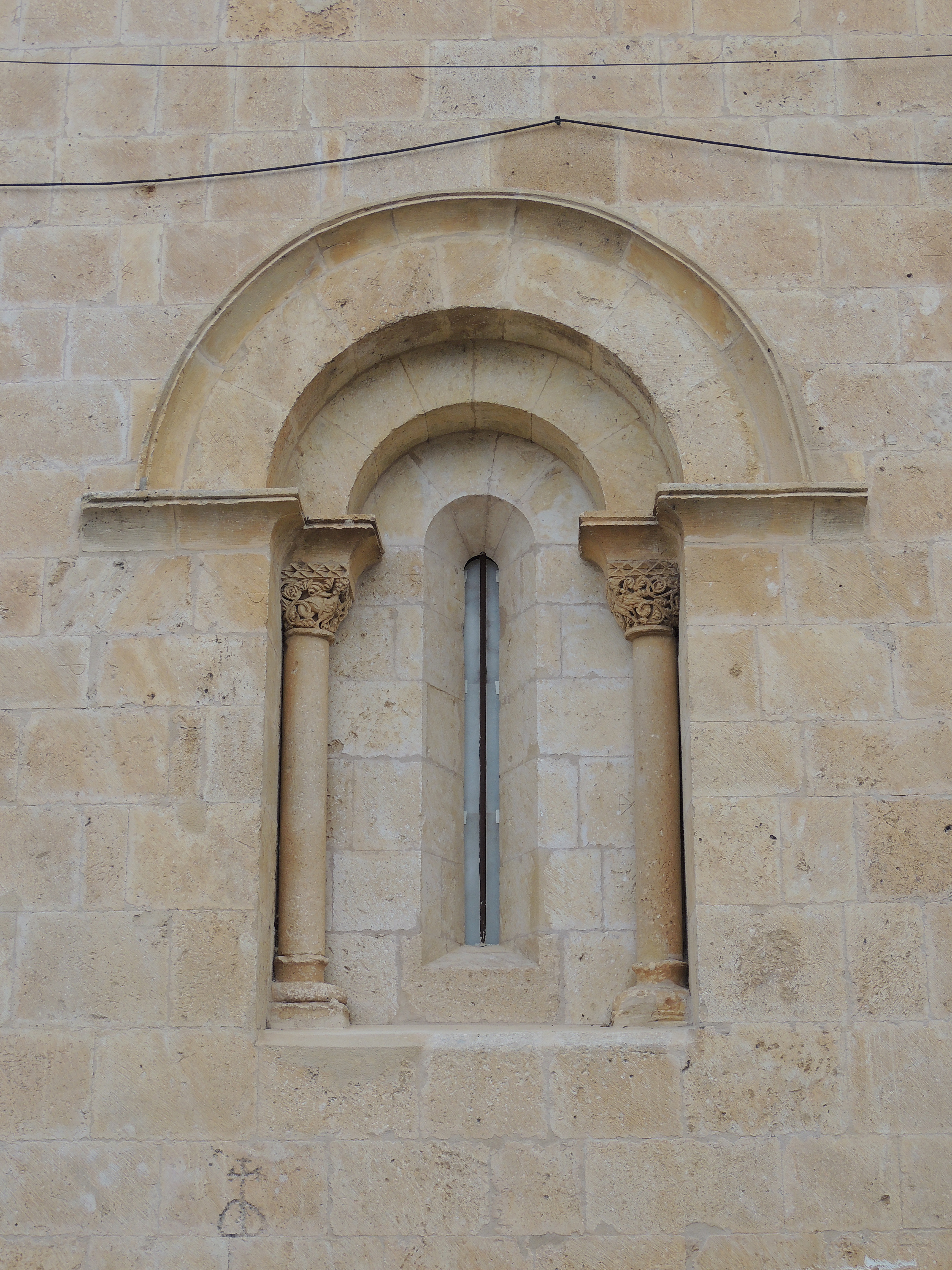
Ventana

La iglesia parroquial de San Miguel Arcángel es un edificio de culto católico ubicado en San Miguel de Bernuy (Segovia); fue dedicada al arcángel San Miguel.

## Descripción
Su planta presenta la estructura típica del románico de esta zona. Del estilo original, románico del siglo XIII, se conservan la cabecera y gran parte de la torre, el resto del edificio es barroco del siglo XVIII
.
La nave (2), rectangular de dos tramos fue modificada en el siglo XVIII; la iglesia inicialmente debía disponer de galería porticada, que posiblemente fue incorporada a la nave central durante la reforma del siglo XVIII. 

El ábside (3) está formado por presbiterio con tramo recto, hemiciclo de cabecera plana y torre defensiva (4) de poca altura con machones superpuesta, rematada por una cubierta elevada a cuatro aguas; posteriormente se incorporó la sacristía (5) en la fachada sur.
En el ábside, destacan:
- su interesante ventana aspillada con dos arcos de medio punto, el interior apoyado en columnas con interesantes capiteles y el exterior sobre jambas.[2]
- la gran cantidad y variedad de marcas de cantero.

El acceso al templo se efectúa por el pórtico (1) sur. 

Interiormente el templo se cubre con bóveda de medio cañón apuntado, destacando el retablo barroco del altar mayor.

El arco triunfal, de medio punto en el lado de la nave, apoya en columnas de capiteles lisos; en el presbiterio, arcos de medio punto sobre columnas con capiteles de motivos vegetales dan paso a la sacristía y la escalera de subida a la torre.

En el segundo tramo de la nave de la epístola se halla la pila bautismal (6).
La barbacana que delimita el recinto sagrado incorpora actualmente dos capiteles reaprovechados, el izquierdo, muy deteriorado, no permite reconocer el motivo representado; el derecho muestra un personaje que lleva atadas dos parejas de animales con cabeza humana, sobre un fondo con motivos vegetales.

## Planta
Su planta presenta la estructura típica del románico de esta zona.

La cabecera y la torre fueron realizadas en sillería de buena calidad y talla; en el resto del edificio, salvo el pórtico sur, se utilizó mampostería.

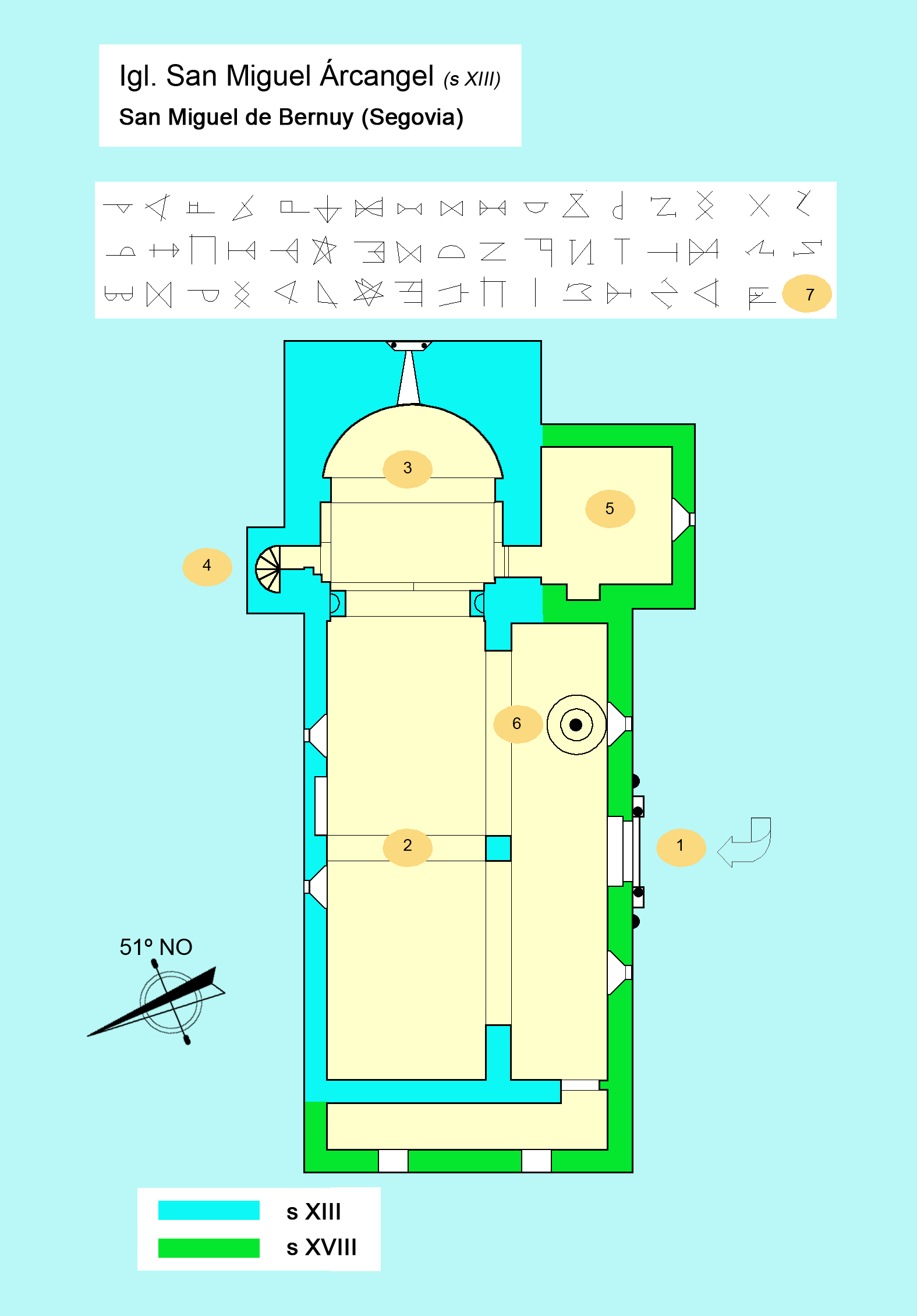
Aprox. a la planta y Signos lapidarios.
Pórtico meridional; acceso al templo
Nave
Ábside
Escalera de acceso a la torre
Sacristía
Pila bautismal
Marcas de cantería